# Staphorst

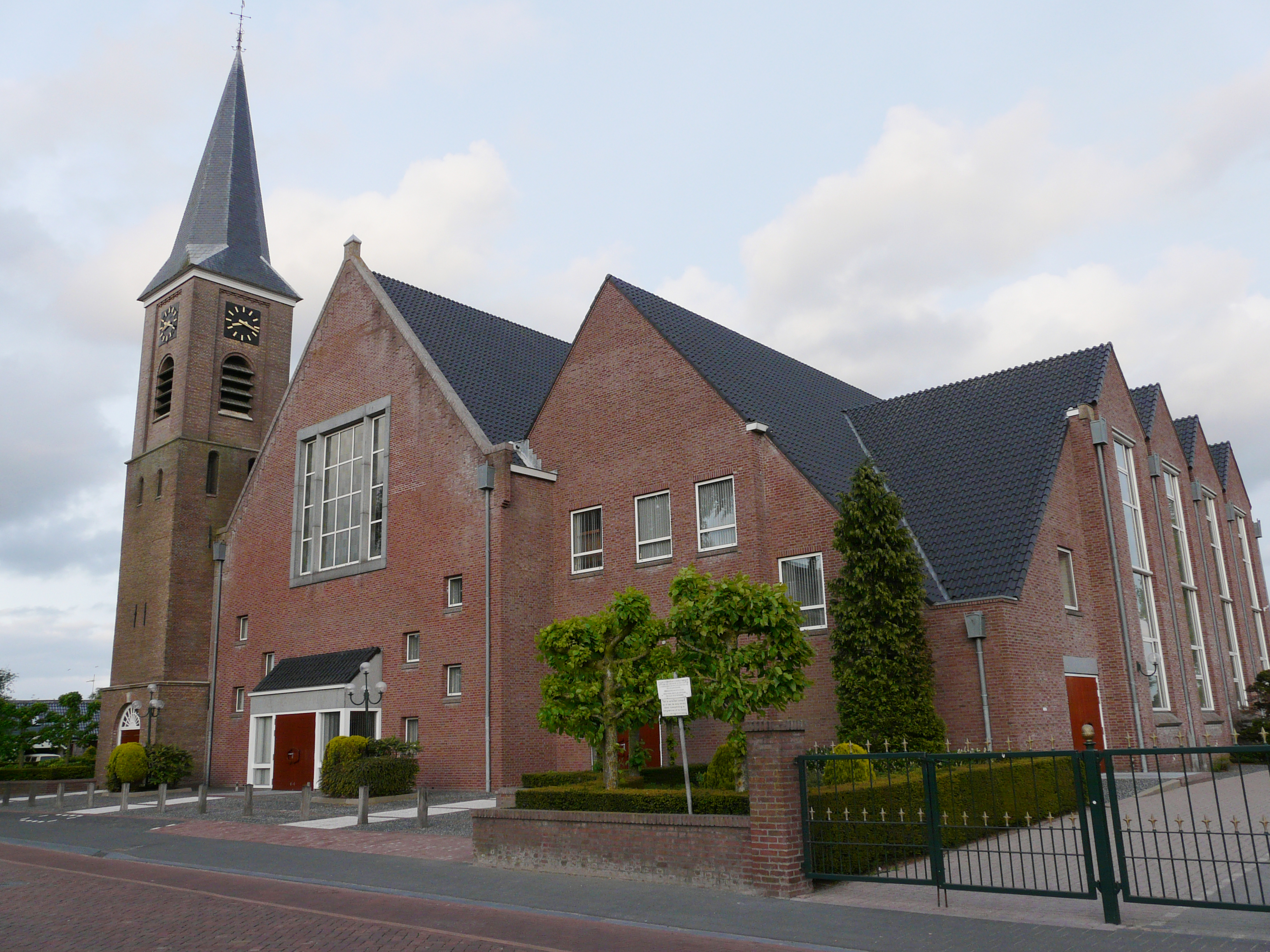
Iglesia de Staphorst

Staphorst es una ciudad y un municipio de la provincia de Overijssel, al este de los Países Bajos. Ocupa una superficie de 135,69 km ², de los que 1,47 km ² corresponden a la superficie ocupada por el agua. El 1 de enero de 2014 tenía una población de 16.365 habitantes, lo que equivale a una densidad de 122 h/km². Con Staphorst forman el municipio las parroquias de Rouven e IJhorst junto a algunas aldeas y caseríos menores.

## Situación económica
Staphorst se encuentra a sólo 5 kilómetros al sur de Meppel (provincia de Drente). El pueblo se encuentra en un cruce de la autopista A28 de Groninga-Zwolle-Amersfoort y está atravesada por el ferrocarril entre estas ciudades, aunque su estación de tren fue cerrada en 1970.
En Staphorst hay algunas fábricas de productos metálicos y madera pero la principal actividad de sus pobladores sigue siendo la agricultura y la ganadería. 

## Historia
Las aldeas de Staphorst y su vecina Rouveen, al sur, aparecieron en el siglo XIII, cuando los monjes comenzaron a convertir las turberas y pantanos en tierras de cultivo. Las granjas fueron construidas a lo largo de la extensa carretera a través de los pantanos. Este tipo de urbanización se llama en holandés: lintbebouwing (cinturón urbano), y es común en muchos lugares de los Países Bajos, como sucede con las Vriezenveen, las aldeas a lo largo de los ríos o diques, o las llamadas colonias Mønsted en las provincias de Drente y Groningen, así como al otro lado en la frontera alemana. 
Ha sido una característica de Staphorst que a la muerte de un granjero su tierra se divida entre los hijos, pero el hijo que no hereda granja paterna, construye su propia granja y casa detrás de la de sus padres. Por lo tanto, muchos terrenos agrícolas fueron haciéndose cada vez más estrechos. Las granjas son del tipo tradicional bajo sajónico, de puertas verdes y contraventanas. La mayoría de las granjas hoy existentes se construyeron entre 1850 y 1910.

## Religión
Staphorst ha sido famosa por los trajes típicos de sus pobladores y por ser bastión del calvinismo fundamentalista. Ello determina que los domingos y algunos días festivos gran parte de los negocios permanezcan cerrados. 
Una gran proporción de sus habitantes tiene arraigadas creencias cristianas y se opone a los avances tecnológicos como la televisión y la internet. 

## Especialidades locales
- Balones Staphorster: preparado con leche entera, trigo sarraceno y dados de tocino.
- Proemenkreuze: mezcla de ciruelas, pasas, jarabe, harina de patatas y mantequilla, o como postre.
- Rollos Staphorster: tortas en forma de rollos besuikerde, los extremos con chocolate y con una especie de flan.
- Panqueques Staphorster : con cebollas, huevos fritos y tocino, horneados con grasa de cerdo.

## Personajes ilustres
- Staphorster Boertje (1840-1922), botánico y médico curandero (Peter Stegeman)
- Stien Eelsingh (1903-1964), pintor
- Tjitze de Jong (1942), clérigo
- Henry Rzn Sterken (1915), escritor y poeta
- Karlovice Timmerman (1986), campeón de maratón de patinaje en línea y patinaje

## Sitios turísticos
- En Staphorst, las tradicionales granjas-casas son ahora muy pequeñas. Es interesante el Museo de historia, tradiciones y agricultura de Staphorst. Sin embargo, es recomendable tener un buen conocimiento de la lengua holandesa para entender cuanto se exhibe en esta granja-Museo (Museumboerderij).
- Cerca de la aldea de IJhorst, al oriente de Staphorst, se puede caminar en inmenso un bosque. También hay algunos sitios de camping.

## Reglas locales
La regulación local prohíbe tomar fotografías y películas de los habitantes de Staphorst sin su permiso.
Están estrictamente prohibidos los juramentos, maldiciones y blasfemias en público.
Por respeto a las tradiciones locales, se recomiendan las visitas a Staphorst los domingos, día en que se suspenden casi todas las labores cotidianas y el servicio de transportes públicos.

## Demografía (2007)
Staphorst tenía una tasa de natalidad sostenible hasta comienzos de siglo XXI. Pero durante el 2000-2007 se modificó de manera considerable la natalidad. 
- Tasa de nacimientos: 15.79 % (bajó del 18.96% en 2000).
- Tasa de mortalidad: 6.98 %.
- NGR: +0.88 %